# Calendario ebraico

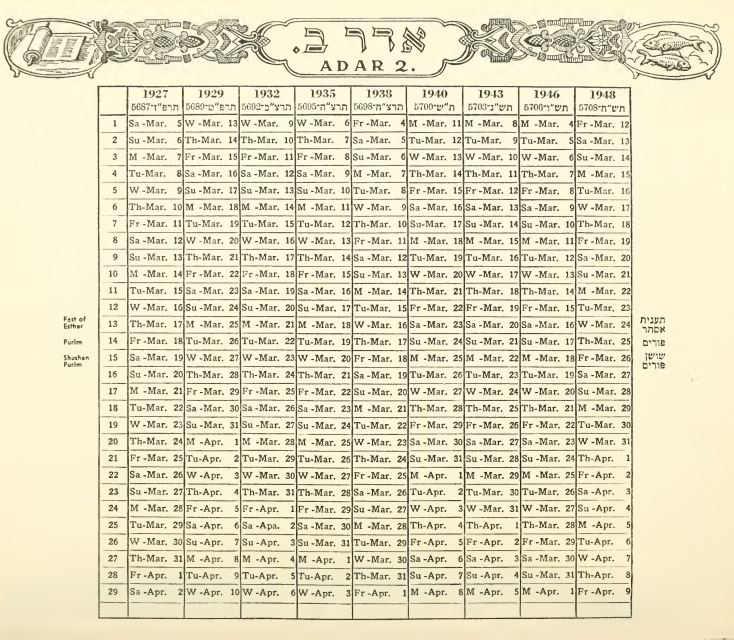
Calendario ebraico, che indica Adar II tra il 1927 e il 1948

Il calendario ebraico (in ebraico הלוח העברי‎?, haluach haivri) è un calendario lunisolare, cioè calcolato sia su base solare sia su base lunare. L'anno è composto da 12 o 13 mesi, a loro volta composti da 29 o 30 giorni. Le festività ebraiche sono definite in relazione al calendario ebraico: poiché alcune di queste sono legate strettamente alla stagione, esse devono cadere nella stagione giusta.
I nomi dei mesi del calendario ebraico derivano dalla lingua nel confronto babilonese, con il quale gli ebrei vennero in contatto nel VI secolo a.C. Originariamente la durata dei mesi non era stabilita in anticipo, ma l'inizio di ogni mese veniva fissato tramite l'osservazione diretta della luna nuova; nel XII secolo Maimonide codificò un sistema matematico che fissa l'inizio dei mesi e la durata degli anni in base a regole di calcolo precise e immutabili.
Il calendario ebraico è un calendario cerimoniale, usato anche in Israele per stabilire le festività. In Israele esso non è però soltanto cerimoniale: infatti i documenti pubblici e amministrativi israeliani e le carte di identità israeliane riportano le date sia nel calendario ebraico che in quello gregoriano. La legislazione civile israeliana permette l'uso indistinto di entrambi i calendari nei contratti ed in qualsiasi tipo di documentazione. Il calendario ebraico viene usato nella vita quotidiana dalla esigua quota di popolazione haredi israeliana al posto del gregoriano.

## Nomi dei mesi

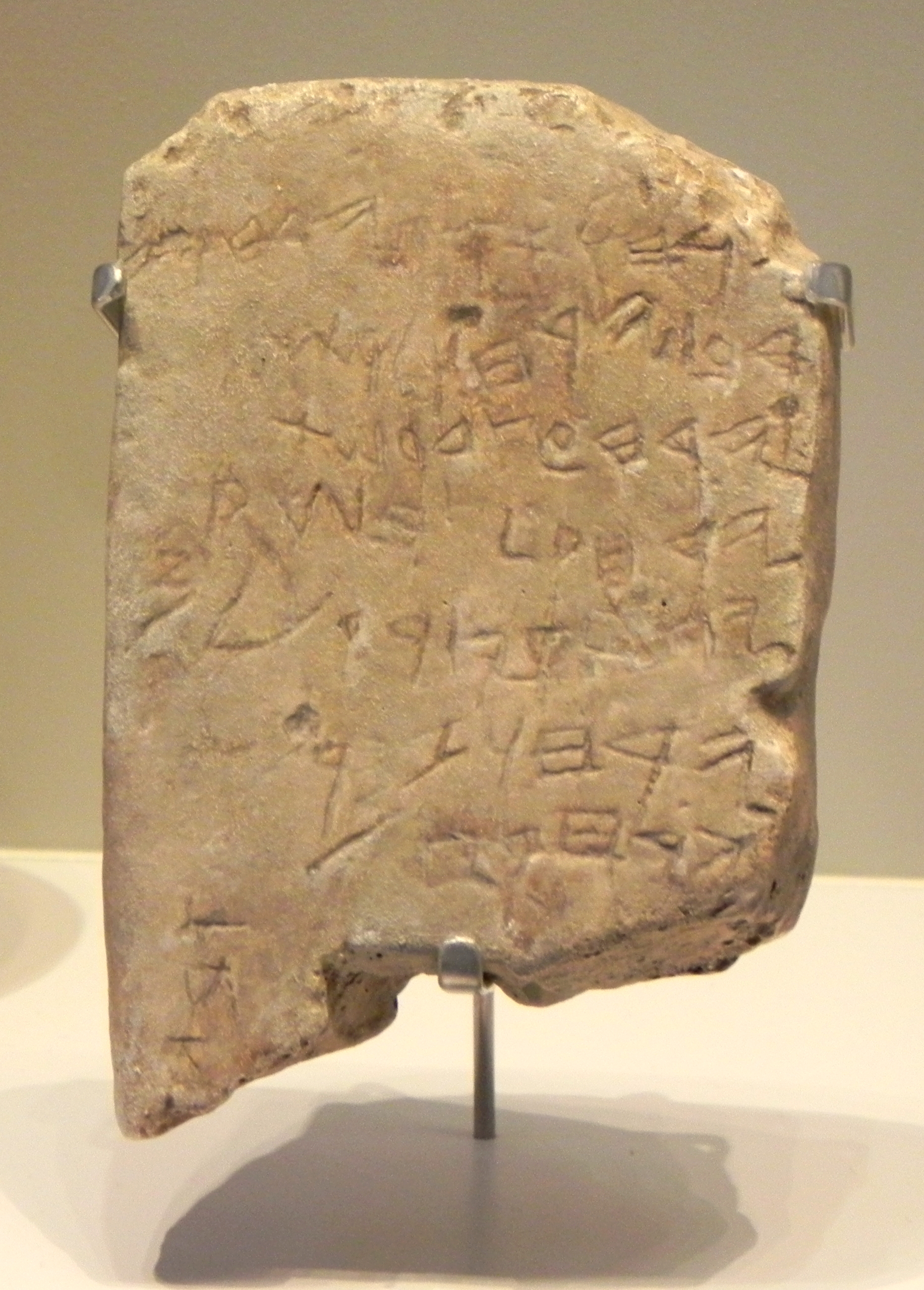
Replica del Calendario di Gezer, Museo Israeliano di Gerusalemme

Sia il calendario siriano, usato correntemente nei paesi arabi della Mezzaluna Fertile, sia il calendario moderno assiro condividono molti dei nomi del calendario ebraico, come per esempio Nisan, Iyyar, Tammuz, Ab, Elul, Tishri e Adar, indicando quindi un'origine comune. L'origine si pensa sia il calendario babilonese. Il calendario turco moderno include i nomi Şubat (febbraio), Nisan (aprile), Temmuz (luglio) ed Eylul (settembre). L'antico nome di ottobre era Tesrin.
I riferimenti biblici al calendario pre-ebraico includono 10 mesi identificati per numero piuttosto che per nome. In parti della porzione biblica Noach (parashah Noah) (specificamente, Genesi 7:11, Genesi 8:3-4, Genesi 8:13–14) è implicito che i mesi siano di 30 giorni. Esiste anche indicazione che c'erano dodici mesi nel ciclo annuale (1 Re 4:7, 1 Cronache 27:1–15). Prima dell'esilio babilonese, solo i nomi di quattro mesi venivano riportati nel Tanakh:
- Aviv – primo mese – letteralmente "primavera" (Esodo 12:2[11], Esodo 13:4[12], Esodo 23:15[13], Esodo 34:18[14], Deuteronomio 16:1[15]);
- Ziv – secondo mese – letteralmente "luce" (1 Re 6:1[16], 1 Re 6:37[17]);
- Ethanim – settimo mese – letteralmente "forti" al plurale, forse per indicare le forti piogge (1 Re 8:2[18]); e
- Bul – ottavo mese (1 Re 6:38[19]).

Si crede che tutti questi siano nomi cananei. Tali nomi vengono menzionati soltanto in congiunzione con la costruzione del Primo Tempio
| Nr. | Ebraico                     | Tiberiense | Accademia | Comune/ Altro                           | Analogo babilonese | Lunghezza      | Festività/ Giorni importanti                                  | Note | Tribù di Israele |
| --- | --------------------------- | ---------- | --------- | --------------------------------------- | ------------------ | -------------- | ------------------------------------------------------------- | --- | ---------------- |
| 1   | in ebraico תִּשׁרִי‎?            | Tišrī      | Tishri    | Tishri                                  | Tashritu           | 30 giorni      | Rosh Hashanah Yom Kippur Sukkot Shemini Atzeret Simchat Torah | Chiamato Ethanim in 1 Re 8:2. Primo mese dell'anno civile.                                              | Efraim           |
| 2   | in ebraico מַרְחֶשְׁוָן מרחשוון ‎? | Marḥešwān  | Cheshvan  | Cheshvan Marcheshvan Marẖeshwan         | Arakhsamna         | 29 o 30 giorni | Sigd                                                          | Chiamato Bul in 1 Re 6:38.                                                                              | Manasse          |
| 3   | in ebraico כִּסְלֵו כסליו‎?      | Kislēw     | Kislev    | Kislev Chisleu Chislev                  | Kislimu            | 30 o 29 giorni | Hanukkah                                                      | | Beniamino        |
| 4   | in ebraico טֵבֵת ‎?            | Ṭēḇēṯ      | Tevet     | Tevet Tebeth                            | Tebetu             | 29 giorni      | 10 di Tevet (digiuno)                                         | | Dan              |
| 5   | in ebraico שְׁבָט ‎?            | Šəḇāṭ      | Shevat    | Shevat Shebat Sebat                     | Shabatu            | 30 giorni      | Tu Bishvat                                                    | | Aser             |
| 6L  | in ebraico אֲדָר א׳ ‎?         |            | Adar I    | Adar I Adar Alef Adar Rishon            |                    | 30 giorni      |                                                               | Solo negli anni embolismici.                                                                            | Neftali          |
| 6   | in ebraico אֲדָר אֲדָר ב׳‎?      | ʼĂḏār      | Adar II   | Adar Adar II Adar Bet Adar Sheni veAdar | Adaru              | 29 giorni      | Purim                                                         | Chiamato Adar II, Adar Bet, Adar Sheni o Veadar solo negli anni embolismici.                            | Neftali          |
| 7   | in ebraico נִיסָן‎?            | Nīsān      | Nisan     | Nisan >Nissan                           | Nisanu             | 30 giorni      | Pesach                                                        | Chiamato Abib (Esodo 13:4, Esodo 23:15, Esodo 34:18, Deuteronomio 16:1) e Nisan (Ester 3:7) nel Tanakh. | Giuda            |
| 8   | in ebraico אִיָּר אייר‎?        | ʼIyyār     | Iyyar     | Iyar Iyyar                              | Ayaru              | 29 giorni      | Lag Ba'omer                                                   | Chiamato Ziv in 1 Re 6:1, 1 Re 6:37.                                                                    | Issachar         |
| 9   | in ebraico סִיוָן סיוון‎?      | Sīwān      | Sivan     | Sivan Siwan                             | Simanu             | 30 giorni      | Shavuot                                                       | | Zabulon          |
| 10  | in ebraico תַּמּוּז ‎?           | Tammūz     | Tammuz    | Tamuz Tammuz                            | Dumuzu             | 29 giorni      | 17 di Tammuz (digiuno)                                        | Chiamato con il nome del dio babilonese Dumuzi                                                          | Ruben            |
| 11  | in ebraico אָב ‎?             | ʼĀḇ        | Av        | Av Ab                                   | Abu                | 30 giorni      | Tisha b'Av Tu b'Av                                            | | Simeone          |
| 12  | in ebraico אֱלוּל ‎?           | ʼĔlūl      | Elul      | Elul                                    | Ululu              | 29 giorni      |                                                               | | Gad              |

## Numerazione dell'anno
Il calendario ebraico conta gli anni a partire dalla presunta data della creazione, che in base alle indicazioni della Bibbia è stata calcolata dalla tradizione rabbinica al 3760 a.C. Precisamente l'anno 1 inizia il 6 ottobre 3761 a.C.; la creazione viene posta al 25 Elul o 25 Adar di tale anno. La creazione di Adamo, quindi, viene a coincidere con uno dei due capodanni ebraici: 1º Tishri 3760 a.C. o 1º Nisan 3759.
Perciò, per esempio, a settembre dell'anno gregoriano 2025 inizia l'anno ebraico 5786.

## L'anno attuale
L'anno ebraico attuale è il 5785 (in ebraico: ה'תשפ"ה) dal tramonto del 2 ottobre 2024 al tramonto del 22 settembre 2025 (calendario gregoriano):
1. Tishri (30 giorni): dal tramonto del 2 ottobre 2024 al tramonto del 1º novembre 2024
2. Cheshvan (30 giorni): dal tramonto del 1º novembre 2024 al tramonto del 1º dicembre 2024
3. Kislev (30 giorni): dal tramonto del 1º dicembre 2024 al tramonto del 31 dicembre 2024
4. Tevet (29 giorni): dal tramonto del 31 dicembre 2024 al tramonto del 29 gennaio 2025
5. Shevat (30 giorni): dal tramonto del 29 gennaio 2025 al tramonto del 28 febbraio 2025
6. Adar (29 giorni): dal tramonto del 28 febbraio 2025 al tramonto del 29 marzo 2025
7. Nisan (30 giorni): dal tramonto del 29 marzo 2025 al tramonto del 28 aprile 2025
8. Iyar (29 giorni): dal tramonto del 28 aprile 2025 al tramonto del 27 maggio 2025
9. Sivan (30 giorni): dal tramonto del 27 maggio 2025 al tramonto del 26 giugno 2025
10. Tammuz (29 giorni): dal tramonto del 26 giugno 2025 al tramonto del 25 luglio 2025
11. Av (30 giorni): dal tramonto del 25 luglio 2025 al tramonto del 24 agosto 2025
12. Elul (29 giorni): dal tramonto del 24 agosto 2025 al tramonto del 22 settembre 2025

## Il ciclo dell'anno
Il calendario ebraico è basato sul ciclo metonico di 19 anni, divisi tra normali ed embolismici, nei quali viene aggiunto un tredicesimo mese. Gli anni embolismici sono il 3º, il 6º, l'8º, l'11º, il 14º, il 17º e il 19º anno del ciclo. Questo è composto di 12 anni di 12 mesi e da 7 anni di 13 mesi, per complessivi 235 mesi lunari. Il ciclo di 19 anni può durare da 6939 a 6942 giorni e il calendario ebraico si ripete esattamente dopo un ciclo di 689472 anni, pari a 251827457 giorni.
Il mese lunare dura circa 29 giorni, 12 ore, 44 minuti e 3 secondi. L'anno solare, invece, dura circa 365 giorni, 5 ore, 48 minuti e 46 secondi. Da questo deriva che nell'arco di un anno il calendario lunare di 12 mesi resta indietro di circa 10 giorni e 21 ore rispetto a quello solare. Alternando anni di 12 e 13 mesi, come specificato, si riesce a compensare quasi esattamente la differenza: lo scarto tra 19 anni solari e 235 mesi lunari è appena di 2 ore e 5 minuti circa, pari a circa 7 minuti per anno.
La durata media dell'anno è quindi di circa 365,2468 giorni; la deviazione rispetto all'anno solare medio è di circa 6 minuti e 39 secondi: quindi il calendario ebraico rimane indietro di un giorno rispetto all'anno solare ogni circa 216 anni.
Ciclo lunare (19 anni):
- 298º ciclo: dal 1º Tishri 5644 al 29 Elul 5662 (calendario ebraico); dal tramonto del 1º ottobre 1883 al tramonto del 1º ottobre 1902 (calendario gregoriano)
- 299º ciclo: dal 1º Tishri 5663 al 29 Elul 5681 (calendario ebraico); dal tramonto del 1º ottobre 1902 al tramonto del 2 ottobre 1921 (calendario gregoriano)
- 300º ciclo: dal 1º Tishri 5682 al 29 Elul 5700 (calendario ebraico); dal tramonto del 2 ottobre 1921 al tramonto del 2 ottobre 1940 (calendario gregoriano)
- 301º ciclo: dal 1º Tishri 5701 al 29 Elul 5719 (calendario ebraico); dal tramonto del 2 ottobre 1940 al tramonto del 2 ottobre 1959 (calendario gregoriano)
- 302º ciclo: dal 1º Tishri 5720 al 29 Elul 5738 (calendario ebraico); dal tramonto del 2 ottobre 1959 al tramonto del 1º ottobre 1978 (calendario gregoriano)
- 303º ciclo: dal 1º Tishri 5739 al 29 Elul 5757 (calendario ebraico); dal tramonto del 1º ottobre 1978 al tramonto del 1º ottobre 1997 (calendario gregoriano)
- 304º ciclo: dal 1º Tishri 5758 al 29 Elul 5776 (calendario ebraico); dal tramonto del 1º ottobre 1997 al tramonto del 2 ottobre 2016 (calendario gregoriano)
- 305º ciclo: dal 1º Tishri 5777 al 29 Elul 5795 (calendario ebraico); dal tramonto del 2 ottobre 2016 al tramonto del 3 ottobre 2035 (calendario gregoriano)
- 306º ciclo: dal 1º Tishri 5796 al 29 Elul 5814 (calendario ebraico); dal tramonto del 3 ottobre 2035 al tramonto del 2 ottobre 2054 (calendario gregoriano)
- 307º ciclo: dal 1º Tishri 5815 al 29 Elul 5833 (calendario ebraico); dal tramonto del 2 ottobre 2054 al tramonto del 1º ottobre 2073 (calendario gregoriano)
- 308º ciclo: dal 1º Tishri 5834 al 29 Elul 5852 (calendario ebraico); dal tramonto del 1º ottobre 2073 al tramonto del 1º ottobre 2092 (calendario gregoriano):
- 309º ciclo: dal 1º Tishri 5853 al 29 Elul 5871 (calendario ebraico); dal tramonto del 1º ottobre 2092 al tramonto del 2 ottobre 2111 (calendario gregoriano)

### Gli anni comuni
Gli anni comuni o normali (in ebraico: שנים רגילות - shanim regilot) si verificano in un periodo di 12 mesi.
Gli anni comuni o normali, a causa della variazione dei giorni nei mesi di Cheshvan e Kislev tra 29 e 30 giorni, possono avere 353, 354 o 355 giorni.
- 353 giorni: Cheshvan (29 giorni), Kislev (29 giorni) e Adar (29 giorni)
- 354 giorni: Cheshvan (29 giorni), Kislev (30 giorni) e Adar (29 giorni)
- 355 giorni: Cheshvan (30 giorni), Kislev (30 giorni) e Adar (29 giorni)

### Gli anni embolismici
Gli anni embolismici o lunghi (in ebraico: שנים מעוברות - shanim me'ubarot) si verificano in un periodo di 13 mesi.
Gli anni embolismici occorrono 7 volte all'interno di un ciclo di 19 anni e hanno un mese intercalare di 30 giorni. A causa di ciò, sommando la variazione dei giorni nei mesi di Cheshvan e Kislev con i 30 giorni di Adar I (il mese intercalare), gli anni embolismici possono avere 383, 384 o 385 giorni.
- 383 giorni: Cheshvan (29 giorni), Kislev (29 giorni), Adar I (30 giorni) e Adar II (29 giorni)
- 384 giorni: Cheshvan (29 giorni), Kislev (30 giorni), Adar I (30 giorni) e Adar II (29 giorni)
- 385 giorni: Cheshvan (30 giorni), Kislev (30 giorni), Adar I (30 giorni) e Adar II (29 giorni)

### Classificazione dell'anno in base alla quantità di giorni
- Mancante o incompleto (in ebraico: חסרה - chaserah): 353 giorni (anno comune) e 383 giorni (anno embolismico);
- Regolare (in ebraico: כסדרה - kesidrah): 354 giorni (anno comune) e 384 giorni (anno embolismico);
- Completo (in ebraico: שלמה - shelemah): 355 giorni (anno comune) e 385 giorni (anno embolismico).

### Frequenza della quantità di giorni nel periodo 5661-5760[46]
- 353 giorni: 5675, 5683, 5690, 5699, 5710, 5726, 5737 e 5753 (8%)
- 354 giorni: 5664, 5667, 5671, 5674, 5677, 5680, 5688, 5691, 5694, 5697, 5701, 5704, 5707, 5715, 5718, 5721, 5724, 5728, 5731, 5735, 5742, 5745, 5748, 5751 e 5758 (25%)
- 355 giorni: 5661, 5663, 5666, 5669, 5672, 5678, 5682, 5685, 5686, 5693, 5696, 5702, 5705, 5709, 5712, 5713, 5716, 5720, 5723, 5729, 5732, 5734, 5739, 5740, 5743, 5747, 5750, 5754, 5756 e 5759 (30%)
- 383 giorni: 5662, 5668, 5670, 5679, 5687, 5695, 5703, 5706, 5714, 5719, 5722, 5730, 5733, 5741, 5746, 5749 e 5757 (17%)
- 384 giorni: 5684, 5711, 5738 e 5755 (4%)
- 385 giorni: 5665, 5673, 5676, 5681, 5689, 5692, 5698, 5700, 5708, 5717, 5725, 5727, 5736, 5744, 5752 e 5760 (16%)

### Frequenza della quantità di giorni nel periodo 5761-5860[46]
- 353 giorni: 5761, 5773, 5777, 5781, 5797, 5804, 5808, 5824, 5835, 5851 e 5859 (11%)
- 354 giorni: 5762, 5766, 5769, 5772, 5775, 5778, 5786, 5789, 5792, 5796, 5799, 5802, 5813, 5816, 5819, 5823, 5826, 5829, 5840, 5843, 5846, 5849, 5853 e 5856 (24%)
- 355 giorni: 5764, 5767, 5770, 5780, 5783, 5785, 5788, 5791, 5794, 5800, 5805, 5807, 5810, 5811, 5815, 5818, 5821, 5827, 5830, 5832, 5834, 5837, 5838, 5842, 5845, 5848, 5854 e 5857 (28%)
- 383 giorni: 5765, 5768, 5784, 5790, 5793, 5801, 5812, 5817, 5820, 5828, 5831, 5839, 5844, 5847 e 5855 (15%)
- 384 giorni: 5782, 5806, 5809, 5833, 5836 e 5860 (6%)
- 385 giorni: 5763, 5771, 5774, 5776, 5779, 5787, 5795, 5798, 5803, 5814, 5822, 5825, 5841, 5850, 5852 e 5858 (16%)

### La metà dell'anno
Metà dell'anno civile:
- 353 giorni: 1º Nisan (177º giorno)
- 354 giorni: 29 Adar (177º giorno)
- 355 giorni: 29 Adar (178º giorno)
- 383 giorni: 15 Adar II (192º giorno)
- 384 giorni: 14 Adar II (192º giorno)
- 385 giorni:  14 Adar II (193º giorno)

Metà dell'anno religioso:
- 353 giorni: 29 Elul (177º giorno)
- 354 giorni: 29 Elul (177º giorno)
- 355 giorni: 1º Tishri (178º giorno)
- 383 giorni: 15 Tishri (192º giorno)
- 384 giorni: 15 Tishri (192º giorno)
- 385 giorni: 16 Tishri (193º giorno)

### I secoli
I secoli del calendario ebraico seguono la stessa logica di quelli del calendario gregoriano: 1–100 (I secolo), 101–200 (II secolo) e così via. 
- LVII secolo: 1º Tishri 5601–29 Elul 5700 (calendario ebraico); dal tramonto del 27 settembre 1840 al tramonto del 2 ottobre 1940 (calendario gregoriano)
- LVIII secolo: 1º Tishri 5701–29 Elul 5800 (calendario ebraico); dal tramonto del 2 ottobre 1940 al tramonto del 7 settembre 2040 (calendario gregoriano)
- LIX secolo: 1º Tishri 5801–29 Elul 5900 (calendario ebraico); dal tramonto del 7 settembre 2040 al tramonto del 11 settembre 2140 (calendario gregoriano)

## Il ciclo dei mesi
I mesi possono avere durate differenti per compensare l'errore presente nella durata del ciclo lunare. Vi sono, quindi, i mesi completi (30 giorni) e quelli mancanti (29 giorni); in genere essi si alternano, ma vi sono eccezioni tra i mesi di Cheshvan, Kislev e Adar.

### I mesi diCheshvaneKislev
Nel calendario ebraico attuale i mesi sono fissati mediante un calcolo complesso che considera una serie di fattori, come ad esempio la determinazione talmudica che il primo giorno dell'anno civile non può cadere né di domenica, né di mercoledì, né di venerdì, o altre regole legate al momento preciso della luna nuova. Per una maggiore flessibilità nel calendario, è stato deciso che i mesi di Cheshvan e Kislev, secondo l'aggiustamento necessario per l'inizio dell'anno successivo, possono avere 29 o 30 giorni.
- Cheshvan (29 giorni) e Kislev (29 giorni): mesi incompleti (in ebraico: חודשים חסרים - chodashim haserim)
- Cheshvan (29 giorni) e Kislev (30 giorni): mesi regolari (in ebraico: חודשים כסדרם - chodashim kesidram)
- Cheshvan (30 giorni) e Kislev (30 giorni): mesi completi (in ebraico: חודשים שלמים - chodashim shlemim)

### Il mese diAdar
L'anno ebraico deve essere periodicamente aggiustato al ciclo solare a causa del precetto della Tōrāh che il mese di Nisan cada sempre in primavera di Israele o, più precisamente, secondo la determinazione dei rabbini dell'epoca del Talmud - l'equinozio di primavera deve essere all'interno del mese di Nisan. Il ciclo di aggiustamenti è di 19 anni. Per questo aggiustamento, è necessario determinare la differenza di giorni tra un anno solare (circa 365 giorni e 6 ore) e il periodo di 12 mesi lunari (circa 354 giorni e 9 ore): questa differenza è approssimativamente di 10 giorni e 21 ore. Perciò ogni 2 o 3 anni è necessario aggiungere un mese di 30 giorni (in ebraico: חודש מעובר; chodesh me'ubar) dopo Shevat: Adar I.
Molti erroneamente identificano Adar II come il mese intercalare quando, in realtà, è Adar I.

### Periodo dei mesi ebraici
Durante gli anni 5761–5860 del calendario ebraico, i mesi ebraici si verificano nel seguente periodo del calendario gregoriano (fra i tramonti):
| Mese     | Inizio del mese ebraico (anni comuni) | Fine del mese ebraico (anni comuni) | Inizio del mese ebraico (anni embolismici) | Fine del mese ebraico (anni embolismici) |
| -------- | ------------------------------------- | ----------------------------------- | ------------------------------------------ | ---------------------------------------- |
| Tishri   | 15 settembre–4 ottobre                | 15 ottobre–3 novembre               | 4 settembre–15 settembre                   | 4 ottobre–15 ottobre                     |
| Cheshvan | 15 ottobre–3 novembre                 | 13 novembre–2 dicembre              | 4 ottobre–15 ottobre                       | 3 novembre–13 novembre                   |
| Kislev   | 13 novembre–2 dicembre                | 13 dicembre–1º gennaio              | 3 novembre–14 novembre                     | 2 dicembre–13 dicembre                   |
| Tevet    | 13 dicembre–1º gennaio                | 11 gennaio–30 gennaio               | 2 dicembre–13 dicembre                     | 31 dicembre–11 gennaio                   |
| Shevat   | 11 gennaio–31 gennaio                 | 10 febbraio–1º marzo                | 31 dicembre–11 gennaio                     | 30 gennaio–10 febbraio                   |
| Adar     | 10 febbraio–1º marzo                  | 11 marzo–30 marzo                   | -                                          | -                                        |
| Adar I   | -                                     | -                                   | 30 gennaio–10 febbraio                     | 1º marzo–12 marzo                        |
| Adar II  | -                                     | -                                   | 1º marzo–12 marzo                          | 30 marzo–10 aprile                       |
| Nisan    | 11 marzo–30 marzo                     | 10 aprile–29 aprile                 | 30 marzo–10 aprile                         | 29 aprile–10 maggio                      |
| Iyyar    | 10 aprile–29 aprile                   | 9 maggio–28 maggio                  | 29 aprile–10 maggio                        | 28 maggio–8 giugno                       |
| Sivan    | 9 maggio–28 maggio                    | 8 giugno–27 giugno                  | 28 maggio–8 giugno                         | 27 giugno–8 luglio                       |
| Tammuz   | 8 giugno–27 giugno                    | 7 luglio–26 luglio                  | 27 giugno–8 luglio                         | 26 luglio–6 agosto                       |
| Av       | 7 luglio–26 luglio                    | 6 agosto–25 agosto                  | 26 luglio–6 agosto                         | 25 agosto–5 settembre                    |
| Elul     | 6 agosto–25 agosto                    | 4 settembre–23 settembre            | 25 agosto–5 settembre                      | 23 settembre–4 ottobre                   |

### Coincidenza dei mesi tra i calendari ebraico e gregoriano[44]
- 1º Tishri 5693, 5712, 5731, 5807 e 5826 (calendario ebraico); 1º ottobre 1932, 1951, 1970, 2046 e 2065 (calendario gregoriano)
- 1º Cheshvan 5663, 5674, 5739, 5758, 5788, 5834 e 5853 (calendario ebraico); 1º novembre 1902, 1913, 1978, 1997, 2027, 2073 e 2092 (calendario gregoriano)
- 1º Kislev 5663, 5701, 5739, 5777, 5788 e 5834 (calendario ebraico); 1º dicembre 1902, 1940, 1978, 2016, 2027 e 2073 (calendario gregoriano)
- 1º Tevet 5671, 5682, 5690, 5720, 5766, 5785, 5796, 5805 e 5815 (calendario ebraico); 1º gennaio 1911, 1922, 1930, 1960, 2006, 2025, 2036, 2044 e 2055 (calendario gregoriano)
- 1º Shevat 5793 e 5831 (calendario ebraico); 1º gennaio 2033 e 2071 (calendario gregoriano)
- 1º Adar I 5679, 5755, 5774, 5812 e 5850 (calendario ebraico); 1º febbraio 1919, 1995, 2014, 2052 e 2090 (calendario gregoriano)
- 1º Adar 5671, 5682, 5690, 5728, 5766, 5785 e 5815 (calendario ebraico); 1º marzo 1911, 1922, 1930, 1968, 2006, 2025 e 2055 (calendario gregoriano)
- 1º Nisan 5679, 5736, 5755, 5774, 5820 e 5850 (calendario ebraico); 1º aprile 1919, 1976, 1995, 2014, 2060 e 2090 (calendario gregoriano)
- 1º Iyyar 5679, 5736, 5755, 5774,5820 e 5850 (calendario ebraico); 1º maggio 1919, 1976, 1995, 2014, 2060 e 2090 (calendario gregoriano)
- 1º Sivan 5687, 5725, 5733, 5744, 5763, 5809, 5828, 5847 e 5858 (calendario ebraico); 1º giugno 1927, 1965, 1973, 1984, 2003, 2049, 2068, 2087 e 2098 (calendario gregoriano)
- 1º Tammuz 5687, 5725, 5733, 5744, 5763, 5809, 5828, 5847 e 5858 (calendario ebraico); 1º luglio 1927, 1965, 1973, 1984, 2003, 2049, 2068, 2087 e 2098 (calendario gregoriano)
- 1º Av 5684, 5722, 5741, 5771, 5817 e 5855 (calendario ebraico); 1º agosto 1924, 1962, 1981, 2011, 2057 e 2095 (calendario gregoriano)
- 1º Elul 5665, 5703, 5749, 5760, 5768, 5779, 5798 e 5844 (calendario ebraico); 1º settembre 1905, 1943, 1989, 2000, 2008, 2019, 2038 e 2084 (calendario gregoriano)

## Il dì e la notte
Secondo il calendario ebraico e l'ebraismo in generale, il giorno inizia nel tramonto.
Vi è però discussione nell'Halakhah circa il momento preciso in cui inizia il nuovo giorno, ovvero se dal tramonto o dall'uscita delle prime tre stelle in cielo. Anche sulla definizione precisa di tramonto e di tre stelle vi sono numerose discussioni e il periodo che intercorre dal tramonto all'uscita di tre stelle viene chiamato ben ha-shemashot (in ebraico: בין השמשות).

### Suddivisioni del giorno
Il giorno è diviso in 24 ore e ogni ora in 1080 parti, dette halakim (in ebraico: הלאכים). Perciò ogni parte dura 3⅓ secondi, ossia 1/18 di 1 minuto. Il giorno risulta così diviso in 25920 parti. Questa divisione del giorno proviene da Babilonia, dove l'angolo giro era diviso in 360° e ogni grado in 72 parti, dette "granelli": 360 × 72 = 25920. Dato che la Terra compie un giro in un giorno, le suddivisioni dell'angolo giro sono (ed erano già a Babilonia) anche una suddivisione del giorno.

### Glizmanim
Zmanim o z'manim (in ebraico: זמנים) è un termine ebraico che si riferisce a "tempi" o "momenti specifici". Nel contesto ebraico zmanim sono orari o periodi della giornata che sono importanti per le pratiche e le leggi religiose.
Questi momenti sono determinati in base al ciclo giornaliero e sono importanti per l'osservanza adeguata delle pratiche religiose ebraiche. Ad esempio: l'orario del tramonto (in ebraico: שקיעת החמה - shki'at hachama) e l'orario dell'inizio della notte (in ebraico: צאת הכוכבים - tzeit hakochavim).
Considerando le stagione, l'orario del tramonto e l'inizio della notte variano durante l'anno in ogni luogo nel mondo.
| Orario del tramonto (Shki'at hachama) | Periodo del tramonto (cal. ebr.) | Periodo del tramonto (calendario gregoriano) | Orario dell'inizio della notte (Tzeit hakochavim) | Periodo dell'inizio della notte (cal. ebr.) | Periodo dell'inizio della notte (calendario gregoriano) | Occorrenza                                                                      |
| ------------------------------------- | -------------------------------- | -------------------------------------------- | ------------------------------------------------- | ------------------------------------------- | ------------------------------------------------------- | ------------------------------------------------------------------------------- |
| 16:39                                 | Kislev–Tevet                     | 3 dicembre–13 dicembre                       | 17:10                                             | Kislev–Tevet                                | 3 dicembre–11 dicembre                                  | Periodo dell'anno in cui avviene più presto shki'at hachama e tzeit hakochavim. |
| 20:50                                 | Sivan–Tammuz                     | 24 giugno–29 giugno                          | 21:24                                             | Sivan–Tammuz                                | 22 giugno–30 giugno                                     | Periodo dell'anno in cui avviene più tardi shki'at hachama e tzeit hakochavim.  |

| Orario del tramonto (Shki'at hachama) | Periodo del tramonto (cal. ebr.) | Periodo del tramonto (calendario gregoriano) | Orario dell'inizio della notte (Tzeit hakochavim) | Periodo dell'inizio della notte (calendario ebraico) | Periodo dell'inizio della notte (calendario gregoriano) | Occorrenza                                                                      |
| ------------------------------------- | -------------------------------- | -------------------------------------------- | ------------------------------------------------- | ---------------------------------------------------- | ------------------------------------------------------- | ------------------------------------------------------------------------------- |
| 16:32                                 | Kislev–Tevet                     | 6 dicembre–12 dicembre                       | 17:05                                             | Kislev–Tevet                                         | 2 dicembre–13 dicembre                                  | Periodo dell'anno in cui avviene più presto shki'at hachama e tzeit hakochavim. |
| 20:57                                 | Sivan–Tammuz                     | 20 giugno–2 luglio                           | 21:33                                             | Sivan–Tammuz                                         | 19 giugno–1 luglio                                      | Periodo dell'anno in cui avviene più tardi shki'at hachama e tzeit hakochavim.  |

### Birkat Hachama
La "Benedizione del sole" (in ebraico: ברכת החמה, Birkat Hachama) è una benedizione ebraica che si recita una volta ogni 28 anni, quando – secondo il calendario ebraico e il calcolo tradizionale – il sole ritorna nella stessa posizione in cui si trovava al momento della creazione del mondo, nel primo mercoledì mattina. È un momento raro e solenne che combina astronomia, tradizione e spiritualità ebraica.
Ciclo solare (28 anni):
- 204º ciclo: all’alba del 14 Nisan 5685 (calendario ebraico); all’alba dell’8 aprile 1925 (calendario gregoriano)

- 205º ciclo: all’alba del 23 Nisan 5713 (calendario ebraico); all’alba dell’8 aprile 1953 (calendario gregoriano)

- 206º ciclo: all’alba del 4 Nisan 5741 (calendario ebraico); all’alba dell’8 aprile 1981 (calendario gregoriano)

- 207º ciclo: all’alba del 14 Nisan 5769 (calendario ebraico); all’alba dell’8 aprile 2009 (calendario gregoriano)

- 208º ciclo: all’alba del 23 Nisan 5797 (calendario ebraico); all’alba dell’8 aprile 2037 (calendario gregoriano)

- 209º ciclo: all’alba del 2 Nisan 5825 (calendario ebraico); all’alba dell’8 aprile 2065 (calendario gregoriano)

- 210º ciclo: all’alba del 12 Nisan 5853 (calendario ebraico); all’alba dell’8 aprile 2093 (calendario gregoriano)

## I giorni della settimana
I giorni della settimana, nel calendario ebraico, vengono indicati con i numerali, dove il sabato viene considerato l'ultimo giorno. In ebraico vengono usate le lettere dell'alfabeto ebraico con valore numerico, per esempio in ebraico יום א׳‎? (giorno 1, o yom rishon, in ebraico יום ראשון‎?):
1. Yom Rishon – in ebraico יום ראשון‎? (abbreviato in ebraico יום א׳‎?), che significa "primo giorno" [corrisponde alla domenica] (inizia al precedente tramonto del sabato)
2. Yom Sheni – in ebraico יום שני‎? (abbr. in ebraico יום ב׳‎?) che significa "secondo giorno" [corrisponde a lunedì]
3. Yom Shlishi – in ebraico יום שלישי‎? (abbr. in ebraico יום ג׳‎?) che significa "terzo giorno" [corrisponde a martedì]
4. Yom Reviʻi – in ebraico יום רביעי‎? (abbr. in ebraico יום ד׳‎?) che significa "quarto giorno" [corrisponde a mercoledì]
5. Yom Chamishi – in ebraico יום חמישי‎? (abbr. in ebraico יום ה׳‎?) = "quinto giorno" [corrisponde a giovedì]
6. Yom Shishi – in ebraico יום ששי‎? (abbr. in ebraico יום ו׳‎?) che significa "sesto giorno" [corrisponde a venerdì]
7. Yom Shabbat – in ebraico יום שבת‎? (abbr. in ebraico יום ש׳‎?), o più comunemente Shabbat – in ebraico שבת‎? = "Sabbath-giorno di riposo" [corrisponde al sabato]. Noto anche come Yom Shabbat Kodesh יום שבת קודש

Un anno può avere:
- 50 settimane complete + 3 giorni (50 × 7 + 3) = 353 giorni
- 50 settimane complete + 4 giorni (50 × 7 + 4) = 354 giorni
- 50 settimane complete + 5 giorni (50 × 7 + 5) = 355 giorni
- 54 settimane complete + 5 giorni (54 × 7 + 5) = 383 giorni
- 54 settimane complete + 6 giorni (54 × 7 + 6) = 384 giorni
- 55 settimane complete (55 × 7) = 385 giorni

### I giorni della settimana all'inizio di ogni mese
Secondo la Torà il mese di Nisan deve sempre iniziare nella primavera in Israele e, secondo la tradizione talmudica, Rosh Hashanah non può iniziare domenica, mercoledì o venerdì, Yom Kippur non può iniziare venerdì o domenica, e Purim non può iniziarsi lunedì o sabato. Per questi motivi ogni mese inizia nei seguenti giorni:
- 1º Tishrei: lunedì, martedì, giovedì e sabato
- 1º Cheshvan: lunedì, mercoledì, giovedì e sabato
- 1º Kislev: domenica, lunedì, martedì, mercoledì, giovedì e venerdì
- 1º Tevet: domenica, lunedì, martedì, mercoledì e venerdì
- 1º Shevat: lunedì, martedì, mercoledì, giovedì e sabato
- 1º Adar: lunedì, mercoledì, venerdì e sabato
- 1º Adar I: lunedì, mercoledì, giovedì e sabato
- 1º Adar II: lunedì, mercoledì, venerdì e sabato
- 1º Nisan: domenica, martedì, giovedì e sabato
- 1º Iyyar: lunedì, martedì, giovedì e sabato
- 1º Sivan: domenica, martedì, mercoledì e venerdì
- 1º Tammuz: domenica, martedì, giovedì e venerdì
- 1º Av: lunedì, mercoledì, venerdì e sabato
- 1º Elul: domenica, lunedì, mercoledì e venerdì

### Frequenza dei giorni della settimana all'inizio di ogni mese nel periodo 5661–5760[44]
- Tishri: 28 (lunedì), 11 (martedì), 31 (giovedì) e 30 (sabato)
- Cheshvan: 30 (lunedì), 28 (mercoledì), 11 (giovedì) e 31 (sabato)
- Kislev: 22 (domenica), 9 (lunedì), 11 (martedì), 19 (mercoledì), 10 (giovedì) e 29 (venerdì)
- Tevet: 29 (domenica), 4 (lunedì), 18 (martedì), 20 (mercoledì) e 29 (venerdì)
- Shevat: 29 (lunedì), 4 (martedì), 18 (mercoledì), 20 (giovedì) e 29 (sabato)
- Adar: 18 (lunedì), 20 (mercoledì), 18 (venerdì) e 7 (sabato)
- Adar I: 11 (lunedì), 9 (mercoledì), 4 (giovedì) e 13 (sabato)
- Adar II: 13 (lunedì), 11 (mercoledì), 9 (venerdì) e 4 (sabato)
- Nisan: 11 (domenica), 31 (martedì), 31 (giovedì) e 27 (sabato)
- Iyyar: 27 (lunedì), 11 (martedì), 31 (giovedì) e 31 (sabato)
- Sivan: 31 (domenica), 27 (martedì), 11 (mercoledì) e 31 (venerdì)
- Tammuz: 31 (domenica), 31 (martedì), 27 (giovedì) e 11 (venerdì)
- Av: 31 (lunedì), 31 (mercoledì), 27 (venerdì) e 11 (sabato)
- Elul: 27 (domenica), 11 (lunedì), 31 (mercoledì) e 31 (venerdì)

### Frequenza dei giorni della settimana all'inizio di ogni mese nel periodo 5761–5860[44]
- Tishri: 27 (lunedì), 12 (martedì), 32 (giovedì) e 29 (sabato)
- Cheshvan: 29 (lunedì), 27 (mercoledì), 12 (giovedì) e 32 (sabato)
- Kislev: 22 (domenica), 10 (lunedì), 10 (martedì), 19 (mercoledì), 12 (giovedì) e 27 (venerdì)
- Tevet: 27 (domenica), 4 (lunedì), 18 (martedì), 20 (mercoledì) e 31 (venerdì)
- Shevat: 27 (lunedì), 4 (martedì), 18 (mercoledì), 20 (giovedì) e 31 (sabato)
- Adar: 20 (lunedì), 17 (mercoledì), 18 (venerdì) e 8 (sabato)
- Adar I: 11 (lunedì), 10 (mercoledì), 4 (giovedì) e 12 (sabato)
- Adar II: 12 (lunedì), 11 (mercoledì), 10 (venerdì) e 4 (sabato)
- Nisan: 12 (domenica), 32 (martedì), 28 (giovedì) e 28 (sabato)
- Iyyar: 28 (lunedì), 12 (martedì), 32 (giovedì) e 28 (sabato)
- Sivan: 28 (domenica), 28 (martedì), 12 (mercoledì) e 32 (venerdì)
- Tammuz: 32 (domenica), 28 (martedì), 28 (giovedì) e 12 (venerdì)
- Av: 32 (lunedì), 28 (mercoledì), 28 (venerdì) e 12 (sabato)
- Elul: 28 (domenica), 12 (lunedì), 32 (mercoledì) e 28 (venerdì)

## I Capodanni
Il popolo ebraico celebra quattro volte l'inizio di un nuovo anno. Ogni anno ha il suo scopo: religioso, storico e tributario (quando esisteva ancora il Tempio di Gerusalemme):
- 1º Nisan, il Capodanno Religioso: questa data è considerata come il punto zero del calendario ebraico, perché in questo giorno, nell'anno 2448, Dio insegnò a Mose come contare i giorni e i mesi.[59]
- 1º Elul, il Capodanno per il Bestiame: non viene più celebrato dalla distruzione del Tempio ed era legato alla riscossione delle imposte.[60]
- 1º Tishrei, il Capodanno Civile: cade nello stesso giorno in cui Dio avrebbe creato Adamo.[61]
- 15 Shevat, il Capodanno degli Alberi: era il giorno della decima delle frutta. Anche se la decima non viene più calcolata, questa festa è ancora celebrata in Israele.[62]

## L'anno sabbatico
Ogni 7 anni cade un anno sabbatico, ovvero un anno durante il quale i campi della Terra di Israele devono essere lasciati a riposo, i crediti e i debiti vengono annullati, gli schiavi ebrei recuperano la libertà.
Questa usanza deriva da alcuni passi della Torà, tra cui Esodo 23:10-11:
Oltre all'anno sabbatico, un altro anno particolare è comandato: il giubileo. Ogni 50 anni la "libertà" viene restituita a tutti i "servi", le proprietà tornano in mano agli originali padroni e i campi vengono lasciati riposare come nell'anno sabbatico.

## Il calcolo del calendario
Per sviluppare un calcolo esatto del calendario ebraico, dobbiamo definire tre caratteristiche dell'anno richiesto:
- se è un anno comune (in ebraico: שנה רגילה - shanah regelah) o un anno embolismico (in ebraico: שנה מעוברת - shanah me'ubaret);
- in che giorno della settimana cade il primo giorno dell'anno, Rosh Hashanah;
- se i mesi di Cheshvan e Kislev hanno 29 o 30 giorni.

È importante considerare il ciclo metonico insieme all'indicazione del risultato della sua divisione.
Ciclo metonico:
- 12 anni con 12 mesi (12 x 12 = 144 mesi)
- 7 anni con 13 mesi (7 x 13 = 91 mesi)
- Durata totale: 19 anni con 235 mesi (144 + 91 = 235 mesi)

Divisione degli anni nel ciclo metonico:
- ogni anno divisibile per 19 indica che è l'ultimo del suo ciclo (per esempio: 5795 ÷ 19 = 305 e il resto è 0; 5795 è l'ultimo anno del 305º ciclo);
- ogni anno divisibile per 19 indica il suo ciclo esatto nel quoziente (per esempio: 5776 ÷ 19 = 304 poiché il suo resto è 0);
- ogni anno non divisibile per 19 (a partire dal 20 A.M.) si trova nel ciclo immediatamente successivo a quello ottenuto nel risultato del quoziente (per esempio: 5720 ÷ 19 = 301 e il resto è 1; quindi, 5720 si trova nel 302º ciclo);
- il resto indica quale è la posizione dell'anno richiesto all'interno del suo ciclo (per esempio: 5748 ÷ 19 = 302 e il resto è 10; 5748 si trova nell'anno 10 del 303º ciclo poiché il suo resto è 10).

### Calcolo per determinare se l'anno è comune o embolismico
Per stabilire se un anno specifico è comune o embolismico, dobbiamo dividere l'anno per 19 e verificare il resto ottenuto dalla divisione:
- se il resto è 1, 2, 4, 5, 7, 9, 10, 12, 13, 15, 16 o 18, l'anno è comune;
- se il resto è 0, 3, 6, 8, 11, 14 o 17, l'anno è embolismico.

Esempio:
5784 ÷ 19 = 304 (quoziente), 8 (resto) → 5784 è embolismico.
5766 ÷ 19 = 303 (quoziente), 9 (resto) → 5766 è comune.

### Calcolo degli anni embolismici dall'inizio del conteggio degli anni ebraici
Per determinare il numero di anni embolismici passati dall'inizio del conteggio degli anni ebraici, useremo, per esempio, l'anno 5784 (8º anno del 305º ciclo):
| 305º ciclo in corso: 5784 (8º anno)    |
| -------------------------------------- |
| 5 anni comuni (12 mesi) = 60 mesi      |
| 3 anni embolismici (13 mesi) = 39 mesi |
| Totale: 8 anni = 99 mesi               |

Moltiplichiamo i cicli completi per 7:
- 304 cicli completi × 7 anni = 2128 anni

Aggiungiamo il valore dei cicli completi al valore del ciclo in corso:
- 2128 anni (cicli completi) + 3 anni embolismici (ciclo in corso) = 2131 anni

Risultato:
- Scopriamo che ci sono stati 2131 anni embolismici passati dall'inizio del conteggio degli anni ebraici fino al 5784.

### Il totale dei cicli lunari trascorsi dall'inizio del conteggio ebraica
Ancora considerando 5784:
- Moltiplichiamo il valore totale dei mesi nel ciclo metonico per il numero di cicli completi:

235 mesi × 304 cicli = 71440 mesi
- Aggiungiamo il valore ottenuto dalla moltiplicazione al numero di mesi nel ciclo in corso:

71440 mesi + 99 mesi = 71539 mesi
- Risultato:

Scopriamo che il totale dei cicli lunari passati dall'inizio del conteggio ebraica fino al 5784 è di 71539 mesi.

### Esempio di calcolo della data gregoriana di un Capodanno ebraico
A titolo di esempio calcoliamo la data del Capodanno (1 Tishri) che cade nell'anno gregoriano 2006. L'anno ebraico corrispondente è il 5767 (2006 + 3761). Si utilizzano le seguenti regole:
- ogni mese lunare ha la durata di 29 giorni, 12 ore e 793 parti (1 ora = 1080 parti);
- la luna nuova che inizia l'anno ebraico 1 cadde 5 ore e 204 parti dopo il tramonto, convenzionalmente fissato alle 18:00 (ora di Gerusalemme).

Occorre quindi calcolare il numero di mesi trascorsi dal Capodanno dell'1 (6 ottobre 3761 a.C.) a quello del 5767. In questi 5766 anni ci sono stati 303 cicli metonici completi, più nove anni del 304.esimo ciclo (19 × 303 = 5757). Di questi ultimi nove anni tre (il 3º, il 6º e l'8º) avevano tredici mesi, gli altri dodici. Quindi il numero totale di mesi è:
303 × 235 + 3 × 13 + 6 × 12 = 71316
(235 è il numero di mesi del ciclo metonico). Moltiplicando questo numero per la durata del mese sopra indicata e aggiungendo l'orario del punto di partenza (la prima luna nuova) si ottiene che la luna nuova che segna l'inizio dell'anno 5767 cade esattamente 2106004 giorni dopo il 6 ottobre 3761 a.C., un'ora e 672 parti dopo il tramonto.
Dobbiamo quindi calcolare a quale data del calendario gregoriano corrisponde. A questo scopo calcoliamo il numero dei giorni trascorsi dal 6 ottobre 3761 a.C. al 6 ottobre 2006:
- anzitutto contiamo 365 giorni per ciascun anno;
- quindi calcoliamo quanti anni bisestili ci sono stati in questo intervallo:
  - 3757 a.C., l'ultimo nell'1 a.C. (il 3761 a.C. fu bisestile, ma poiché il 29 febbraio viene prima del 6 ottobre non deve essere contato);
  - 4, l'ultimo nel 2004 (tenendo conto che secondo la regola del calendario gregoriano il 1700, il 1800 e il 1900 non sono bisestili);
- infine sottraiamo i dieci giorni di correzione dal calendario giuliano a quello gregoriano.

Quindi:
365 × 5766 + 940 + 498 - 10 = 2106018
Confrontando questo numero con quello precedente, vediamo che il 6 ottobre del 2006 segue di quattordici giorni la luna nuova del mese di Tishri, che quindi cade il 22 settembre. Ora il Capodanno viene fissato in base a queste regole:
- se la luna nuova cade entro il mezzogiorno (come in questo caso), il Capodanno è il giorno della luna nuova, altrimenti è il giorno successivo;
- se il Capodanno così determinato cade di lunedì, mercoledì o venerdì, va spostato al giorno seguente. Nel nostro caso il 22 settembre 2006 è un venerdì, quindi questa regola va applicata;
- se la data del Capodanno successivo risultasse cadere 356 giorni dopo, quello presente si sposta in avanti di due giorni (gli anni di dodici mesi possono essere lunghi solo 353, 354 o 355 giorni). Questo può accadere soltanto se esso cade di martedì (per brevità evitiamo di riportare qui la dimostrazione), quindi nel nostro caso non si applica;
- se la durata dell'anno precedente risultasse di 382 giorni, il Capodanno si sposta in avanti di un giorno (gli anni di 13 mesi possono essere lunghi solo 383, 384 o 385 giorni). Nel nostro caso l'anno precedente ha 12 mesi (è il nono del ciclo metonico) quindi questa regola non si applica.

Risultato finale: il Capodanno ebraico del 5767 cade sabato 23 settembre 2006.